# Campionati del mondo di atletica leggera 2017 - 400 metri piani maschili
La gara dei 400 metri piani maschili dei Campionati del mondo di atletica leggera 2017 si è svolta tra il 5 e l'8 agosto.

## Podio
| Pos.    | Atleta            | Nazionalità | Misura |
| ------- | ----------------- | ----------- | ------ |
| Oro     | Wayde van Niekerk | Sudafrica   | 43"98  |
| Argento | Steven Gardiner   | Bahamas     | 44"41  |
| Bronzo  | Abdalelah Haroun  | Qatar       | 44"48  |

## Situazione pre-gara

### Record
Prima di questa competizione, il record del mondo (RM) e il record dei campionati (RC) erano i seguenti.
| Record                | Prestazione | Atleta                      | Data                                   | Competizione   |
| --------------------- | ----------- | --------------------------- | -------------------------------------- | -------------- |
| Record mondiale       | 43"03       | Wayde van Niekerk Sudafrica | 14 agosto 2016 Rio de Janeiro, Brasile | Olimpiadi 2016 |
| Record dei campionati | 43"18       | Michael Johnson Stati Uniti | 26 agosto 1999 Siviglia, Spagna        | Mondiali 1999  |

### Campioni in carica
I campioni in carica a livello mondiale e olimpico erano:
| Campione | Atleta                      | Prestazione | Data                                   | Competizione   |
| -------- | --------------------------- | ----------- | -------------------------------------- | -------------- |
| Olimpico | Wayde van Niekerk Sudafrica | 43"03       | 14 agosto 2016 Rio de Janeiro, Brasile | Olimpiadi 2016 |
| Mondiale | Wayde van Niekerk Sudafrica | 43"48       | 26 agosto 2015 Pechino, Cina           | Mondiali 2015  |

### La stagione
Prima di questa gara, gli atleti con le migliori tre prestazioni dell'anno erano:
| Pos. | Atleta                      | Prestazione | Data                                |
| ---- | --------------------------- | ----------- | ----------------------------------- |
| 1    | Wayde van Niekerk Sudafrica | 43"62       | 6 luglio 2017 Losanna, Svizzera     |
| 2    | Fred Kerley Stati Uniti     | 43"70       | 26 maggio 2017 Austin, Stati Uniti  |
| 3    | Isaac Makwala Botswana      | 43"84       | 21 luglio 2017 Principato di Monaco |

## Risultati

### Batterie
Le batterie si sono tenute il 5 agosto dalle ore 10:45.

Qualificazione: i primi tre di ogni batteria (Q) e i sei tempi migliori (q) si qualificano alle semifinali.
| Pos. | Batteria | Nome                         | Nazionalità               | Tempo  | Note                                     |
| ---- | -------- | ---------------------------- | ------------------------- | ------ | ---------------------------------------- |
| 1    | 5        | Isaac Makwala                | Botswana                  | 44"45  | Q                                        |
| 2    | 4        | Steven Gardiner              | Bahamas                   | 44"75  | Q                                        |
| 3    | 3        | Baboloki Thebe               | Botswana                  | 44"82  | Q                                        |
| 4    | 6        | Nathon Allen                 | Giamaica                  | 44"91  | Q                                        |
| 5    | 1        | Fred Kerley                  | Stati Uniti               | 44"912 | Q                                        |
| 6    | 6        | Gil Roberts                  | Stati Uniti               | 44"917 | Q                                        |
| 7    | 3        | Demish Gaye                  | Giamaica                  | 44"98  | Q                                        |
| 8    | 5        | LaShawn Merritt              | Stati Uniti               | 45"00  | Q                                        |
| 9    | 1        | Lalonde Gordon               | Trinidad e Tobago         | 45"02  | Q                                        |
| 10   | 5        | Jamal Walton                 | Isole Cayman              | 45"05  | Q                                        |
| 11   | 1        | Kévin Borlée                 | Belgio                    | 45"09  | Q                                        |
| 12   | 1        | Pavel Maslák                 | Rep. Ceca                 | 45"091 | q                                        |
| 13   | 4        | Wilbert London               | Stati Uniti               | 45"092 | Q                                        |
| 14   | 5        | Óscar Husillos               | Spagna                    | 45"22  | q                                        |
| 15   | 6        | Abdalelah Haroun             | Qatar                     | 45"264 | Q                                        |
| 16   | 2        | Wayde van Niekerk            | Sudafrica                 | 45"265 | Q                                        |
| 17   | 1        | Matthew Hudson-Smith         | Gran Bretagna             | 45"31  | q                                        |
| 18   | 4        | Brian Gregan                 | Irlanda                   | 45"37  | Q                                        |
| 19   | 3        | Dwayne Cowan                 | Gran Bretagna             | 45"39  | Q                                        |
| 20   | 3        | Boniface Ontuga Mweresa      | Kenya                     | 45"58  | q                                        |
| 21   | 3        | Rafal Omelko                 | Polonia                   | 45"69  | q                                        |
| 22   | 4        | Jonathan Borlée              | Belgio                    | 45"70  | q                                        |
| 23   | 2        | Davide Re                    | Italia                    | 45"71  | Q                                        |
| 24   | 4        | Luguelín Santos              | Rep. Dominicana           | 45"73  |                                          |
| 25   | 5        | Raymond Kibet                | Kenya                     | 45"748 |                                          |
| 26   | 5        | Martyn Rooney                | Gran Bretagna             | 45"750 |                                          |
| 27   | 2        | Machel Cedenio               | Trinidad e Tobago         | 45"77  | Q                                        |
| 28   | 1        | Lucas Carvalho               | Brasile                   | 45"86  |                                          |
| 29   | 4        | Mamoudou Eliman Hanne        | Francia                   | 45"89  |                                          |
| 30   | 2        | Teddy Atine-Venel            | Francia                   | 45"90  |                                          |
| 31   | 2        | Yoandys Lescay               | Cuba                      | 45"93  |                                          |
| 32   | 5        | Renny Quow                   | Trinidad e Tobago         | 45"95  |                                          |
| 33   | 6        | Muhammed Anas Yahiya         | India                     | 45"98  |                                          |
| 34   | 1        | Lucas Búa                    | Spagna                    | 46"00  |                                          |
| 35   | 5        | Winston George               | Guyana                    | 46"02  |                                          |
| 36   | 2        | Luka Janezic                 | Slovenia                  | 46"06  |                                          |
| 37   | 1        | Collins Omae Gichana         | Kenya                     | 46"10  |                                          |
| 38   | 2        | Steven Solomon               | Australia                 | 46"27  |                                          |
| 39   | 3        | Samuel García                | Spagna                    | 46"37  |                                          |
| 40   | 3        | Pieter Conradie              | Sudafrica                 | 46"62  |                                          |
| 41   | 6        | Samson Oghenewegba Nathaniel | Nigeria                   | 46"63  |                                          |
| 42   | 3        | Warren Hazel                 | Saint Kitts e Nevis       | 46"96  |                                          |
| 43   | 2        | Kimorie Shearman             | Saint Vincent e Grenadine | 47"05  |                                          |
| 44   | 4        | Yilmar Herrera               | Colombia                  | 47"18  |                                          |
| 45   | 6        | Takamasa Kitagawa            | Giappone                  | 47"35  |                                          |
| 46   | 6        | Karabo Sibanda               | Botswana                  | 47"44  |                                          |
| 47   | 1        | Bachir Mahamat               | Ciad                      | 47"54  |                                          |
| 48   | 5        | Sailosi Tubuilagi            | Figi                      | 48"98  |                                          |
| 49   | 3        | Narek Ghukasyan              | Armenia                   | 49"70  | Miglior prestazione personale stagionale |
| -    | 2        | Nery Brenes                  | Costa Rica                | dq     |                                          |
| -    | 4        | Steven Gayle                 | Giamaica                  | dq     |                                          |
| -    | 6        | Emmanuel Dasor               | Ghana                     | dns    |                                          |

### Semifinali
Le semifinali si sono tenute il 6 agosto dalle ore 19:40.

Qualificazione: i primi due di ogni batteria (Q) e i due tempi migliori (q) si qualificano alla finale.
| Pos. | Batteria | Nome                    | Nazionalità       | Tempo  | Note                                     |
| ---- | -------- | ----------------------- | ----------------- | ------ | ---------------------------------------- |
| 1    | 1        | Steven Gardiner         | Bahamas           | 43"89  | Q                                        |
| 2    | 1        | Nathon Allen            | Giamaica          | 44"19  | Q                                        |
| 3    | 2        | Wayde van Niekerk       | Sudafrica         | 44"22  | Q                                        |
| 4    | 3        | Isaac Makwala           | Botswana          | 44"30  | Q                                        |
| 5    | 2        | Baboloki Thebe          | Botswana          | 44"33  | Q                                        |
| 6    | 1        | Fred Kerley             | Stati Uniti       | 44"51  | q                                        |
| 7    | 3        | Demish Gaye             | Giamaica          | 44"55  | Q                                        |
| 8    | 2        | Abdalelah Haroun        | Qatar             | 44"64  | q                                        |
| 9    | 2        | Matthew Hudson-Smith    | Gran Bretagna     | 44"74  | Miglior prestazione personale stagionale |
| 10   | 3        | Gil Roberts             | Stati Uniti       | 44"84  |                                          |
| 11   | 1        | Kévin Borlée            | Belgio            | 45"10  |                                          |
| 12   | 1        | Wilbert London          | Stati Uniti       | 45"12  |                                          |
| 13   | 3        | Jamal Walton            | Isole Cayman      | 45"157 |                                          |
| 14   | 1        | Óscar Husillos          | Spagna            | 45"160 | Miglior prestazione personale            |
| 15   | 2        | Lalonde Gordon          | Trinidad e Tobago | 45"20  |                                          |
| 16   | 3        | Jonathan Borlée         | Belgio            | 45"23  |                                          |
| 17   | 3        | Pavel Maslák            | Rep. Ceca         | 45"24  |                                          |
| 18   | 1        | Rafal Omelko            | Polonia           | 45"37  |                                          |
| 19   | 2        | Brian Gregan            | Irlanda           | 45"42  |                                          |
| 20   | 2        | LaShawn Merritt         | Stati Uniti       | 45"52  |                                          |
| 21   | 3        | Machel Cedenio          | Trinidad e Tobago | 45"91  |                                          |
| 22   | 2        | Boniface Ontuga Mweresa | Kenya             | 45"93  |                                          |
| 23   | 3        | Davide Re               | Italia            | 45"95  |                                          |
| 24   | 1        | Dwayne Cowan            | Gran Bretagna     | 45"96  |                                          |

### Finale
La finale si è svolta martedì 8 agosto alle ore 21:50.
| Pos.    | Nome              | Nazionalità | Tempo | Note                                     |
| ------- | ----------------- | ----------- | ----- | ---------------------------------------- |
| Oro     | Wayde van Niekerk | Sudafrica   | 43"98 |                                          |
| Argento | Steven Gardiner   | Bahamas     | 44"41 |                                          |
| Bronzo  | Abdalelah Haroun  | Qatar       | 44"48 | Miglior prestazione personale stagionale |
| 4       | Baboloki Thebe    | Botswana    | 44"66 |                                          |
| 5       | Nathon Allen      | Giamaica    | 44"88 |                                          |
| 6       | Demish Gaye       | Giamaica    | 45"04 |                                          |
| 7       | Fred Kerley       | Stati Uniti | 45"23 |                                          |
| -       | Isaac Makwala     | Botswana    | dns   |                                          |